# Джакуны

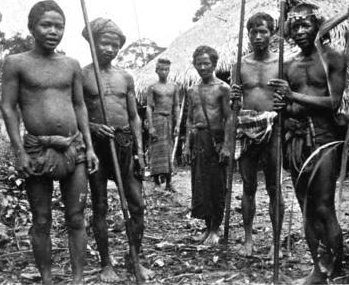
Группа охотников джакунов с духовыми трубками (1906)

Джакуны (самоназвание — маукен) — группа аборигенных племён Малайзии.
Численность свыше 8 тыс. чел. (1967, оценка). Говорят на диалектах малайского языка. Джакуны делятся на племена: мантера, бидуанда (штаты Негри-Сембилан и Малакка), бланда (штат Селангор), оранг-улу, оранг-канак, оранг-лаут (штат Джохор).
У джакунов сохраняются древние анимистические верования. Основные занятия — собирательство, охота, рыболовство, меньше — подсечно-огневое земледелие и добыча жемчуга. Большая часть джакунов живёт в свайных домах, оранг-лауты — в долблёных лодках.